# Acrocordia
Acrocordia — рід грибів родини Monoblastiaceae. Назва вперше опублікована 1854 року.

## Види
База даних Species Fungorum станом на 26.09.2019 налічує 7 видів:
- Acrocordia cavata
- Acrocordia conoidea
- Acrocordia garovaglii
- Acrocordia gemmata
- Acrocordia macrospora
- Acrocordia salweyi
- Acrocordia subglobosa